# Rivalidad futbolística entre Francia e Italia
| Francia | Italia |

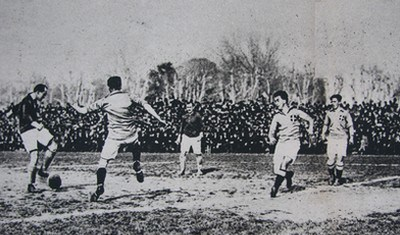
Partido entre Francia e Italia, 20 de febrero de 1921.

Las selecciones nacionales de Francia e Italia son rivales históricas, ya que los dos países son vecinos y el fútbol es el deporte más popular en ambos. En los últimos tiempos esta rivalidad ha sido más difundida, ya que muchos jugadores franceses de alto nivel hicieron sus nombres mientras jugaban para clubes de la Serie A , en particular Lilian Thuram (Parma FC y Juventus), David Trezeguet (Juventus), Marcel Desailly (AC Milan) y Zinedine Zidane (Juventus) por nombrar algunos.
Durante muchos años Italia dominó (antes de 1982: 17 victorias, 3 derrotas y 6 empates), mientras que a partir de 1982, el equipo francés no había perdido un solo partido contra Italia (con 5 victorias y 4 empates) hasta la final de la Copa del Mundo de 2006, que Italia ganó en los penaltis. Francia se mantendría invicto ante Italia en 90 minutos hasta la Eurocopa 2008, cuando Italia los derrotó 2-0 a eliminarlas en la fase de grupos.
Varios otros juegos permanecen en la memoria de los aficionados al fútbol y han puesto su marca en la Copa del Mundo y la Eurocopa. Entre ellos, la final de la Copa Mundial de 2006, cuando los italianos derrotaron a los franceses en el 5-3 por penales después de un empate 1-1, y la Eurocopa de 2000, ganada por Francia, con una prórroga gol de oro de David Trezeguet.

### Títulos oficiales
| Competición               | Francia | Italia |
| ------------------------- | ------- | ------ |
| Mundial de Fútbol         | 2       | 4      |
| Copa FIFA Confederaciones | 2       | 0      |
| Juegos Olímpicos          | 0       | 1      |
| Copa Artemio Franchi      | 1       | 0      |
| Eurocopa                  | 2       | 2      |
| Liga de Naciones          | 1       | 0      |
| Totales                   | 8       | 7      |

Nota: Solo los Juegos Olímpicos de 1908 a 1956 se consideran oficiales: .

## Copa Mundial de 1998
Entre los muchos enfrentamientos entre los equipos franceses e italianos, los cuartos de final jugado en el Mundial de 1998 fue de especial importancia, ya que significaba para ambos equipos una posible clasificación a las semifinales de un Mundial, un espectáculo por sí mismo. Pero además de Francia tenía un incentivo especial para ganar ya que por primera vez en muchos años (desde 1986) podría desempeñar un papel importante en un Mundial, y para hacer eso como el anfitrión de la competición frente a todos sus hinchas. Esta también fue una revancha de cuartos de final de Francia 1938 en la que Italia venció (3-1) al anfitrión en su camino hacia su segundo título consecutivo.
Italia tradicionalmente desempeña bien en las Copas del Mundo (ganador en 1982, el tercer lugar en 1990 y subcampeón en 1994) y se esperaba batir el equipo local con el fin de llegar a las semifinales una vez más.
Como puede verse en el apartado anterior, durante más de 70 años (1910-1986) Italia ganó la mayoría de sus partidos contra Francia, pero esta situación comenzó a cambiar en los años 80 y este Mundial indicaría qué equipo fue dominante en la década de los 90. Este partido también fue de particular importancia para los jugadores de ambos equipos ya que muchos estaban compitiendo en los mismos clubes de la Serie A italiano. Tenían buenas razones para demostrar a sus compañeros que estaban haciendo mejor en la escena internacional.
Muchos futbolistas franceses jugaron en la Serie A (el campeonato italiano de primera clase) en ese momento: Zinedine Zidane (Juventus FC), Didier Deschamps (Juventus FC), Marcel Desailly (AC Milan), Youri Djorkaeff (FC Internazionale Milano), Lilian Thuram (Parma FC), Vincent Candela (AS Roma), Alain Boghossian (Parma FC), otros como Laurent Blanc había jugado antes en Italia (SSC Napoli). Es obvio que había una fuerte conexión entre los jugadores de ambos equipos y los que tenían algo que demostrar , además de tener la oportunidad de llegar a un nuevo paso importante en la competencia.
El partido era de gran nivel , pero terminó en la prórroga con un empate 0-0 , los dos equipos tuvieron oportunidades de ganar. El resultado del partido tuvo que decidirse por la vía de los penales. En ese ejercicio, el equipo francés fue más efectivo (4-3), un tiro fue atajado al último jugador italiano, (Luigi Di Biagio), Bixente Lizarazu (Francia) y Demetrio Albertini (Italia) también erraron antes, pero sin efecto en el resultado final.
Entre las imágenes que uno puede recordar de éste, se mostró a Thierry Henry de pie detrás, ocultando su cabeza con la camiseta de su compañero de equipo David Trezeguet, esperando a Di Biagio para disparar, y más tarde algunos jugadores franceses que tratan de consolar a sus compañeros de equipo italiano, pero obviamente quedaron contentos con el resultado.

### Tanda de penales
- 1:0 Zinedine Zidane (Francia) - Marcó
- 1:1 Roberto Baggio (Italia) - Marcó
- 1:1 Bixente Lizarazu (Francia) - Falló
- 1:1 Demetrio Albertini (Italia) - Falló
- 2:1 David Trezeguet (Francia) - Marcó
- 2:2 Alessandro Costacurta (Italia) - Marcó
- 3:2 Thierry Henry (Francia) - Marcó
- 3:3 Christian Vieri (Italia) - Marcó
- 4:3 Laurent Blanc (Francia) - Marcó
- 4:3 Luigi Di Biagio (Italia) - Falló

## Copa Mundial de 2006
El partido final de la Copa del Mundo de 2006 en Alemania debía ser disputado entre Italia y Francia. Después de sólo siete minutos de juego, Francia se adjudicó un polémico penalti que Zinedine Zidane, en su último partido antes de retirarse, se convirtió en un objetivo. Italia empató doce minutos después, sin embargo, después de un encabezado de un tiro de esquina deMarco Materazzi, el mismo jugador cuya falta había cedido la pena. Estos dos más tarde estarían involucrados en una situación controversial que fue objeto de discusión en todo el mundo.
Durante la segunda mitad Luca Toni anotó un gol sin estar en fuera de juego, pero el árbitro lo invalida debido a que otro jugador (Daniele De Rossi) si lo estaba. Después de 90 minutos de juego, el marcador seguía 1-1, con cada equipo después de haber tenido buenas ocasiones de gol. Italia fue el mejor equipo en la primera mitad, mientras que Francia jugó mejor en la segunda mitad. En cualquier caso, el partido estaba empatado y tiempo extra tendría que ser jugado.
Cinco minutos de la segunda parte de la prórroga, una discusión entre Zidane y Materazzi se produjo después de un ataque francés durante el cual Materazzi había marcado a Zidane. Al principio, Zidane se retiró de Materazzi, pero entonces algo dijo que hizo que el francés diera la vuelta y asestase un cabezazo al italiano en el pecho. El árbitro, que no vio la situación, detuvo el juego porque Materazzi había caído al suelo. Luego de una discusión entre el árbitro, el asistente y el cuarto árbitro, Zidane vio la tarjeta roja y salió expulsado.
A pesar de tener un hombre más, Italia en los últimos diez minutos del partido no logró anotar, y el partido se fue a los penaltis. Esta fue la segunda vez en la historia de la Copa del Mundo que la final se decidirá en los penaltis, la primera vez Brasil venció a Italia en 1994.
Quizás la parte más sorprendente fue que Barthez y Buffon, ambos como de los mejores porteros del mundo, no pudieron salvar a cualquiera de las sanciones. Todos los jugadores italianos anotaron mientras que David Trezeguet a golpear el travesaño la pelota no cruzó la línea de meta.
Tras el partido, Zidane recibió el Balón de Oro como el mejor jugador del torneo. Fabio Cannavaro y Andrea Pirlo, ambos de Italia, obtuvieron el segundo lugar y tercer lugar respectivamente.

### Tanda de penales
- 01:00 Andrea Pirlo (Italia) - Marcó
- 01:01 Sylvain Wiltord (Francia) - Marcó
- 02:01 Marco Materazzi (Italia) - Marcó
- 02:01 David Trezeguet (Francia) - Falló
- 03:01 Daniele De Rossi (Italia) - Marcó
- 03:02 Éric Abidal (Francia) - Marcó
- 04:02 Alessandro Del Piero (Italia) - Marcó
- 04:03 Willy Sagnol (Francia) - Marcó
- 05:03 Fabio Grosso (Italia) - Marcó

## Estadísticas

### En general
- Total de partidos jugados: 40
- Ganados por Italia: 19
- Empatados: 10
- Ganados por Francia: 11

## Italia se queda sin Mundial
La selección de Francia clasificó al Mundial de Rusia 2018 derrotando 2-1 a Bielorrusia y se apuntaron a la repesca Suiza, Suecia a pesar de caer en los Países Bajos, 2-0 y Grecia que le metió 4-0 a Gibraltar, pero la selección de Italia no estaba clasificada aun debía enfrentar a la Selección de Suecia los suecos derrotaron 1-0 a Italia históricamente se queda sin mundial.

## Francia campeón del Mundo 20 años después 1998-2018
Francia quedó instalada en el Grupo C del mundial con las selecciones de Australia, Perú y Dinamarca las cuales derrotó 2-1 a Australia y 1-0 a Perú, igualó 0-0 con Dinamarca. En Octavos de final en un partido reñido derrotó 4-3 a Argentina avanzando a cuartos de final enfrentando y derrotó 2-0 a la selección de Uruguay, en semifinales con gol de Umtiti derrotó 1-0 a la selección de Bélgica después de 12 años vuelve a una final del mundo (desde el Mundial de Alemania 2006 ante su  archirrival desde el punto penal) avanzó a la final para enfrentar a la selección de Croacia. El 15 de julio en el Estadio Luzhniki de Rusia, Francia  se consagró por segunda vez después de 20 años (desde 1998 ganó el Mundial en calidad de anfitrión). En el estadio Estadio Luzhniki de Rusia derrotó 4-2 a la selección de Croacia con goles de Mandžukić (A.G.) 18', Antoine Griezmann (pen) 39', Paul Pogba 59' y Kylian Mbappé 65'.